# Distrikt San Juan de Lurigancho
Der Distrikt San Juan de Lurigancho ist einer der 43 Stadtbezirke der Region Lima Metropolitana in Peru. Seine Fläche beträgt 131,25 km². 2017 zählte der Distrikt offiziell 1.038.495 Einwohner. Im Jahr 1993 lag die Einwohnerzahl bei 582.975, im Jahr 2007 bei 898.443. Der Distrikt gilt als kriminalitätsreich.